# Rosissement du vin blanc
 (août 2020).
Le rosissement du vin blanc est un changement de couleur des moûts de vin blanc. Il est aussi nommé pinking par anglicisme.

## Origine du phénomène
Ce défaut peut apparaître dans un moût de raisin blanc ou un vin blanc. Il se manifeste par la légère coloration rosée de vins normalement blancs qui prennent l'apparence de vins « tachés », c'est-à-dire comme contaminés par la présence d'anthocyanes des vins rouges. Pourtant il n'en est rien. Le phénomène est dû à la présence d'un polyphénol dissous normalement incolore, mais qui devient rose sous l'effet de l'oxydation[à vérifier] ; il implique donc l'oxygène. Le rosissement n'est pas affecté par le pH et n'est pas décoloré par le dioxyde de soufre (SO2). Il peut survenir à tout moment de la vie du vin, du moût jusqu'à la bouteille en passant par le stockage en vrac.

## Prévention
Vendanger proprement et vinifier le raisin le plus rapidement possible. Permettre au moût un petit contact avec l'air en début de processus. En moût une stricte anaérobie ne semble pas nécessaire. Une fois le vin fait, le protéger de l'oxygène devient indispensable.
Conserver les vins finis dans des conditions les plus anaérobiques possibles.

## Test du potentiel du rosissement
Il est possible de tester le potentiel de rosissement des vins en utilisant du peroxyde d'hydrogène pour forcer la réaction. L'ajout de 0,5 ml de peroxyde d'hydrogène à 3 % dans 40 ml de vin permet d'observer un éventuel changement de couleur après 12 heures. Si l'écart au spectrophotomètre entre le vin traité et le vin de référence est supérieur à 0,05 à 500 nm, alors le vin a un potentiel de rosissement significatif.

## Traitement
Pour les vins connus pour leur tendance au rosissement, l'usage préventif de PVPP et de bentonite au débourbage peut être indiqué. De même, la micro-filtration tangentielle des jus de presse avant ré-incorporation au jus de goutte semble efficace.